# Hudson DeLuxe Eight
La DeLuxe Eight è un'autovettura prodotta dalla Hudson dal 1934 al 1938 e nel 1940. Nel primo periodo in cui venne realizzata fu la versione più lussuosa della Standard Eight, mentre nel 1940 lo fu della Eight.

## Storia

### 1934-1938
Il telaio era disponibile in due versioni, che si differenziavano dal passo, 2.946 mm e 3.124 mm. A differenza della Standard Eight, le due versioni erano equipaggiate dallo stesso motore, ovvero un otto cilindri in linea a valvole laterali da 4.169 cm³ di cilindrata avente un alesaggio di 76,2 mm e una corsa di 114,3 mm, che erogava 113 CV di potenza. La frizione era monodisco a umido, mentre il cambio era a tre rapporti. La trazione era posteriore. I freni erano meccanici sulle quattro ruote. Il cambio automatico era offerto come optional.
La DeLuxe Eight era offerta in molteplici versioni di carrozzeria, sia a quattro che a due porte. Nel 1935 alla versione a passo lungo venne aumentato quest'ultimo, che raggiunse i 2.972 mm. Nell'occasione il parabrezza fu dotato di tergicristalli, mentre la potenza del motore crebbe a 124 CV.
Nel 1936 furono introdotte altre due versioni che erano caratterizzate da un passo di 3.048 mm e 3.226 mm. Dopo l'uscita di produzione della Special Eight, la DeLuxe Eight diventò la vettura con motore ad otto cilindri più economica della gamma Hudson. Il posto di vettura più lussuosa venne preso dalla Custom Eight. In tutti i modelli Hudson debuttarono i freni idraulici. Nel 1937 i passi più lunghi crebbero fino a 3.099 mm e 3.277 mm. La potenza del motore diminuì fino a raggiungere i 122 CV. Nel 1938 la DeLuxe Eight uscì temporaneamente di produzione.

### 1940
Nel model year 1940 la DeLuxe fu reintrodotta. Questa volta il modello era la versione meglio equipaggiata della Eight. Erano disponibili due versioni, che erano contraddistinte dal medesimo passo, 2.997 mm. La calandra, che era caratterizzata dalla presenza di barre orizzontali, occupava l'intera larghezza del veicolo. I fanali erano integrati nei parafanghi. Il motore, che aveva sempre una cilindrata di 4.169 cm³, erogava una potenza di 128 CV. Il modello era offerto sia in versione a due che a quattro porte. La DeLuxe Eight uscì definitivamente di produzione nel 1940. 